# Bergen bei Neuburg
Bergen bei Neuburg (mundartl.: Baring) ist ein Stadtteil von Neuburg an der Donau im oberbayerischen Landkreis Neuburg-Schrobenhausen und bekannt durch die Wallfahrtskirche des ehemaligen Klosters Bergen.
Bergen liegt etwa acht Kilometer nördlich von Neuburg an der Donau.

## Eingemeindung
Das Pfarrdorf Bergen mit dem Ortsteil Forsthof war von 1818 bis zur Eingemeindung in die Stadt Neuburg an der Donau, die am 1. Januar 1976 in Kraft trat, eine selbstständige Gemeinde. Die beiden Orte bilden die Gemarkung Bergen.

## Sehenswürdigkeiten
Pfarr- und Wallfahrtskirche Heilig Kreuz, Rokoko (bedeutende Deckenfresken von Johann Wolfgang Baumgartner: Kreuzauffindung, Kreuzerhöhung, Verehrung des Kreuzes durch verschiedene Heilige), mit romanischem Turm und romanischer Krypta (die beim Rokoko-Umbau der Kirche sehr sensibel durch neue Treppenabgänge wieder eingebunden wurde); Renaissance-Epitaph für Wilhalm von Muhr und Gattin (von dem Eichstätter Bildhauer Loy Hering).
Das aus dem Jahr 1500 stammende Gebäude der ehemaligen Klosterbrauerei liegt in unmittelbarer Nähe zur Wallfahrtskirche. In ihm befindet sich ein Vier-Sterne-Hotel mit Landgasthof, das seit 1744 durchgehend in Besitz der Familie Böhm ist. Die im Gasthof angebotene bayerische Küche wurde 2022 durch den Guide Michelin mit dem Bib Gourmand ausgezeichnet.

## Persönlichkeiten
- Theodor Gangauf (1809–1875), römisch-katholischer Theologe und Philosoph